# 2010年北京交通拥堵治理措施
2005年至2010年，北京市境内汽车数量从258万猛增至469万，引发了空前的拥堵。虽然自2008年奥运会之后，北京实施了尾号限行，但仍然难以缓解拥堵。为了破解这个难题，北京市人民政府于2010年12月23日公布了《关于进一步推进缓解首都交通拥堵工作意见》，推出包括摇号上牌、提高中心城区停车费、加快建设公共交通系统等一系列强有力的措施缓解北京的拥堵局面。

## 新政背景

### “首堵”
最初，北京的交通拥堵集中在一些重点路口和立交桥，后来发展到道路拥堵。为了应对拥堵，市政府修建了很多道路，如二环、三环路等。但是2001年以后，拥堵逐渐加剧，不但在早晚高峰通勤时段，在其他时段也出现了交通拥堵的情况。尤其是2007年允许非本地户籍居民购车上牌之后，北京市机动车保有量飞速增长，交通拥堵愈演愈烈。市民开始以“首都”谐音为“首堵”讽刺北京的交通拥堵情况，并调侃称北京的道路都是停车场。到了2010年，一场小雨便引起9个小时的大堵车，交管局的交通流量地图“全线飘红”。
由于北京的道路网已经无法继续扩建，北京对于交通拥堵的政策逐渐转向公交优先政策。2005年，北京市明确了公共交通的公益性地位，并通过政府补贴，于2007年先后下调公交、地铁票价：公交票价一元起价，持一卡通打4折（学生卡2折）、地铁2元并可以任意换乘，“十一五”（2006年－2010年）期间公共交通基础设施投资占交通基础设施总投资的比例逐年提升，地铁运营里程从114公里上升到336公里。但这样的进步仍然无法缓解交通拥堵的压力。

### 尾号限行
为了改善交通，缓解空气污染，北京在2007年好运北京系列测试赛和2008年奥运会、残奥会期间进行了单双号限行。残奥会结束之后，北京发布管理措施，机动车每周按尾号停驶一天。这一项政策不断延续，目前的措施截止日期为2017年4月9日。
虽然这项政策起到了一定效果，但是这项政策的合法性遭到了质疑，对网民的调查结果也显示只有少数人支持这项政策。更加严重的问题是，随着机动车数量的快速增长，限行三年后北京的交通拥堵情况已经回到了限行前的水平。

### 出台过程
北京的新一轮治堵政策酝酿已久。虽然2008年就有官员曾经透露可能通过限制机动车数目增长治理堵车，但北京市发改委很快出面澄清。2011年9月的一次大堵车加速了新政的推进，10月13日北京市委常委即召开会议研究治堵措施，11月期间，北京市更是数次召开会议研究限制机动车增长的措施。11月23日，《财经国家周刊》首次披露新政细节，包括重点路段高峰期单双号限行、征收拥堵费、限制机动车购买等措施，一时引起强烈反应，甚至引发车市的恐慌情绪。12月7日，治堵新政，包括制止机动车过快增长的措施、通过经济手段控制机动车上路在内，获得国务院原则批准。
12月13日，新政草案公布并开始一周的征求民意。根据市政府公布的数据，大部分市民支持治堵措施，只有5.8%表示反对，反对意见集中在限制机动车增长、单双号、公车和拥堵费等方面。媒体称新政为“史上最严”，但也有评论认为治堵措施没有办法真正缓解拥堵。12月23日，新政正式公布，其中单双号仅是“在必要时”使用而拥堵费则仍在“研究”阶段。

## 政策内容

### 摇号上牌
为了抑制机动车增加的速度，北京推出了“摇号上牌”的政策，定额随机分配小汽车指标。购车人需先通过“北京缓解拥堵”网站或各区县对外办公窗口提交申请，申请经过审核方获得编码，政府每月从编码中随机抽出若干号码，分配。2011年，通过摇号上牌的机动车指标为24000个，其中私家车占88%，营运用机动车占2%，其他单位用机动车占10%。
新政同时增加了对外地人购车的限制。只有拥有北京市户口，或有北京市工作居住证的外地人，或有在京5年以上纳税证明的外地人才可以申请摇号。此外，还规定每名驾驶员只能购买一辆车。
摇号编码的有效期为3个月，只要登陆网站点击“确认延长”即可延长3个月。车牌指标的有效期为6个月。如果6个月内没有使用这个指标，这个指标作废，同时加入该月的摇号池重新分配。虽然北京市交通委员会曾上报对于逾期不使用指标的惩罚提案，但是未获批准。此外，对于长期参加摇号但一直未能中签的人也没有照顾政策。
这是北京市乃至全国第一次采用摇号限制机动车增长，受到了全世界的广泛关注。

### 停车费调整
|          | 占道停车 第二小时起增加50% | 露天停车场 | 停车楼 地下停车场 |
| -------- | -------------------------- | ---------- | ----------------- |
| 一类地区 | 10元                       | 8元        | 6元               |
| 二类地区 | 6元                        | 5元        | 5元               |
| 三类地区 | 2元                        | 2元        | 2元               |

2011年4月1日起，北京大幅上调非居住区白天（北京时间每天7时至21时）停车费用，全市分为三类地区，第一类为三环内、中关村西区、翠微商业区、燕莎地区、中央商务区；第二类为五环内；第三类为五环外。占道停车第二小时起加收50%的费用。费用最贵的第一类地区占道停车费从原先的每小时2元大幅上涨至第一小时10元，以后每小时15元。按每天停车8个小时计算，每天的停车费上涨达99元。同时，一类地区停车费最低计时单位由30分钟缩短为15分钟。居住区、轨道交通配套停车场和夜间停车费用不调整。
停车费上涨后，一类区域的停车量显著下降，北京交通发展研究中心的监测数据显示，11个监测地点中有7个停车利用率下降，整体平均下降16%。从拥堵路段的数量来看，停车费上涨起到了极大的缓堵作用，五环内交通拥堵指数明显下降。但是一些上班族仅仅是更换了停车地点，仍然开车上班，一些出租车司机也表示堵车情况并未缓解。为了应对高涨的停车费，路边和胡同内违章停车大幅增加，甚至有车主取下号牌违章停在路边，为了治理这种现象，交通管理部门增派人手上街整顿违章停车，而取下号牌的车辆会被直接拖走。

### 加强限行
同时，已经实施的限行措施得到了进一步强化。原先违反尾号限行的车辆只会被处罚一次，这让一些司机宁可被罚100元也要违反限行上路；新政实施后，摄像头改为根据机动车的行驶路线来判断是否为多次违规上路，如果判断为再次违规则将再加一张罚单。对外地车辆的限制进一步加大，在工作日早晚高峰期间，非北京的载客车辆禁止进入五环，以减缓早晚高峰交通压力。

### 道路建设
由于北京交通拥堵很大程度上是由于微循环不畅，而非主干道通行能力不足，治堵措施中提出打通400公里微循环道路，其中在2012年以前完成中心区200公里微循环道路的建设。此外，北京还开始筹划多条地下隧道的建设工作，包括东二环（京承高速至左安门）、西二环（德胜门至菜户营）、连接海淀山后地区的西山隧道、下穿清华大学、玉渊潭的公路隧道，以及京藏高速周边的公路隧道等。

### 公交优先
作为缓堵措施的一部分，北京决定加速地铁8号线二期北段和9号线南段的建设，开通时间从2012年底提前至2011年。两条线于2011年12月31日与原计划2011年年底开通的15号线一期东段同时开通。与此同时，北京还开始实施既有线的改造工程，包括1号线更换信号、风扇车加装空调改造、列车由6节编组改为7节，2、4、5、10号线增购列车以实现2分钟间隔，5号线车辆段扩建，1、2、13、八通线加装屏蔽门等。
地面公交方面，计划在原有300公里公交专用道的基础上再增加150公里，使公交专用道联成网络；同时，校车、班车、机场大巴将可以走公交专用道。同时，增加“微循环”公交以方便接驳居住区和地铁站，新设从回龙观、天通苑和通州等居住区前往中关村、CBD、金融街的通勤快车。2011年5月，北京在京通快速路双会桥和东四环四惠桥间施划公交专用道，同年11月延长至东三环国贸桥。公交道开通后公交车车速达到60公里每小时，较开通前提升达2倍，甚至连救护车都占用公交专用道而非应急车道行驶，地铁八通线日客流下降了3%，私家车速度虽然在公交道实施初期有所下降，但是很快提升到原来的112%。京通快速路公交专用道获得成功后，北京开始着手在其他快速路和高速路上施划公交专用道，如三环、四环等。

## 影响和争议

### 对车市和汽车工业的影响
限购令的期限定在了发布当天，即12月23日。这一天北京的汽车销售发生了井喷，直到深夜仍有人到4S店下购车订单，一些车型在一天内数次涨价，甚至有4S店通宵营业。预计仅这一天北京市汽车保有量就增加了9000辆。
限购开始后，北京车市进入低迷期，不少国产品牌销售量创历史新低，2011年1月亚运村汽车交易市场新车交易量同比下降72%。如此大规模的市场萎缩引发了整个产业链的一次地震。汽车经销商被迫改变策略或者转战二三线城市。受到多个城市效仿北京推出机动车限购政策、油价上涨、通货膨胀的影响，加上2011年3月日本地震对日本汽车工业的打击，中国汽车销量2011年4月出现了27个月一来首次同比负增长。

### 新政效果
对于治堵新政的效果，各方说法不一。北京市交通委员会于2011年4月公布治堵效果称，第一季度交通拥堵指数比去年同期下降16.6个百分点，工作日平均持续拥堵时间减少一个小时，治堵“初见成效”。交通方面的专家也一致认为治堵有效，支持北京的治堵措施。但是2011年7月交通委组织的一项网上调查却显示出相反的结果，76.75%的网友认为治堵无效，其中购车摇号被认为是最没有效果的治堵措施。与此相对应，交通领域以外的专家也认为治堵措施效果“非常有限”。

### 公车透明化
北京交通拥堵中，北京大量的公车被认为是交通拥堵的罪魁祸首之一。拥堵治理措施征集市民意见时，由于对公车的限制很少，公车问题引发了大规模的讨论，市民向政府要求公车私车应“一视同仁”。到措施正式公布时，北京宣布将在“十二五”期间（2011年－2015年）不再增加公车数量。
与此同时，北京律师助理叶晓静向北京市交通委等部门提交了政府信息公开申请表，要求公开北京市的公车数量及型号。对此，北京市财政局负责人表示，会于2011年3月北京市各部门决算完成后公布公车数量，财政局也确实在3月最后一天公布了北京市公车数量为62026辆，范围包括北京市市级党政机关和市属全额拨款事业单位，其中市级公务车数目为20288辆；但是没有按照叶晓静的要求公布车辆型号。这是中国内地政府部门首次公布公车数量。同时，财政局表示将于每年7月市人大常委会审议各部门决算报告后公布公车数量。当年7月，北京市按照国务院要求，首次公布上年度三公经费，其中公务用车购置及运行维护费为9.1亿元。